# Batalha de Cárdia
A Batalha de Cárdia foi um combate naval travado em ca. 872/873 entre as frotas do Império Bizantino e os sarracenos cretenses fora de Cárdia, no golfo de Saros. A batalha foi uma importante vitória bizantina.

## História
Segundo o cronista do século X Teófanes Continuado — cuja obra mais tarde foi reutilizada quase sem mudança pelo historiador do século XI João Escilitzes — nos primeiros anos do reinado do imperador Basílio I, o Macedônio (r. 867–887) o emir árabe de Creta Xuaibe I ibne Omar ("Sete" em grego), filho do fundador do emirado, Abu Hafes, enviou um renegado grego chamado Fócio, "um seguir belicoso e enérgico" numa grande expedição contra o Império Bizantino.
A frota liderada por Fócio compreendia 50 navios, incluindo 25 navios pesados (cumpários) e muitas galés leves. Esta frota saqueou as costas do mar Egeu e inclusive penetrou na Propôntida, alcançando Proconeso próximo da capital bizantina, Constantinopla. A resposta bizantina foi chefiada pelo drungário da frota Nicetas Orifa, que encontrou a frota sarracena na batalha de Cárdia, no golfo de Saros. Essa batalha foi uma grande vitória para os bizantinos, que destruíram 20 navios sarracenos através do uso do fogo grego, e forçaram o resto a fugir para Creta.
Algum tempo após esta derrota, Fócio liderou outro raide contra a Grécia, mas Orifa novamente confrontou-o e destruiu sua frota, matando Fócio. A data destes eventos é incerta; Ekkehard Eickhoff (Seekrieg und Seepolitik zwischen Islam und Abendland, 1966) e Dimitris Tsoungarakis (Byzantine Crete: From the 5th Century to the Venetian Conquest, 1988) situam a Batalha de Cárdia em 872, enquanto Warren Treadgold e John Pryor e Elizabeth Jeffreys colocam-a em 873.